# Sven Michel
Sven Michel, född 15 juli 1990 i Freudenberg, är en tysk fotbollsspelare som spelar för FC Union Berlin.

## Karriär

### Ungdomsår
Michel började spela fotboll i det lokala ungdomslaget TuS Alchen i Freudenberg, samma klubb som även före detta tyska landslagsspelaren Patrick Helmes spelat i. Senare i sin ungdom spelade han även ett år i Borussia Dortmunds U-14 lag, innan han började spela för Sportfreunde Siegen. Han spelade även för distriktsklubben SuS Niederschelden. Där spelade han åtminstone från säsongen 2007/08 i klubbens U-16 lag.

### SuS Niederschelden, Sportfreunde Siegen och Borussia Mönchengladbach

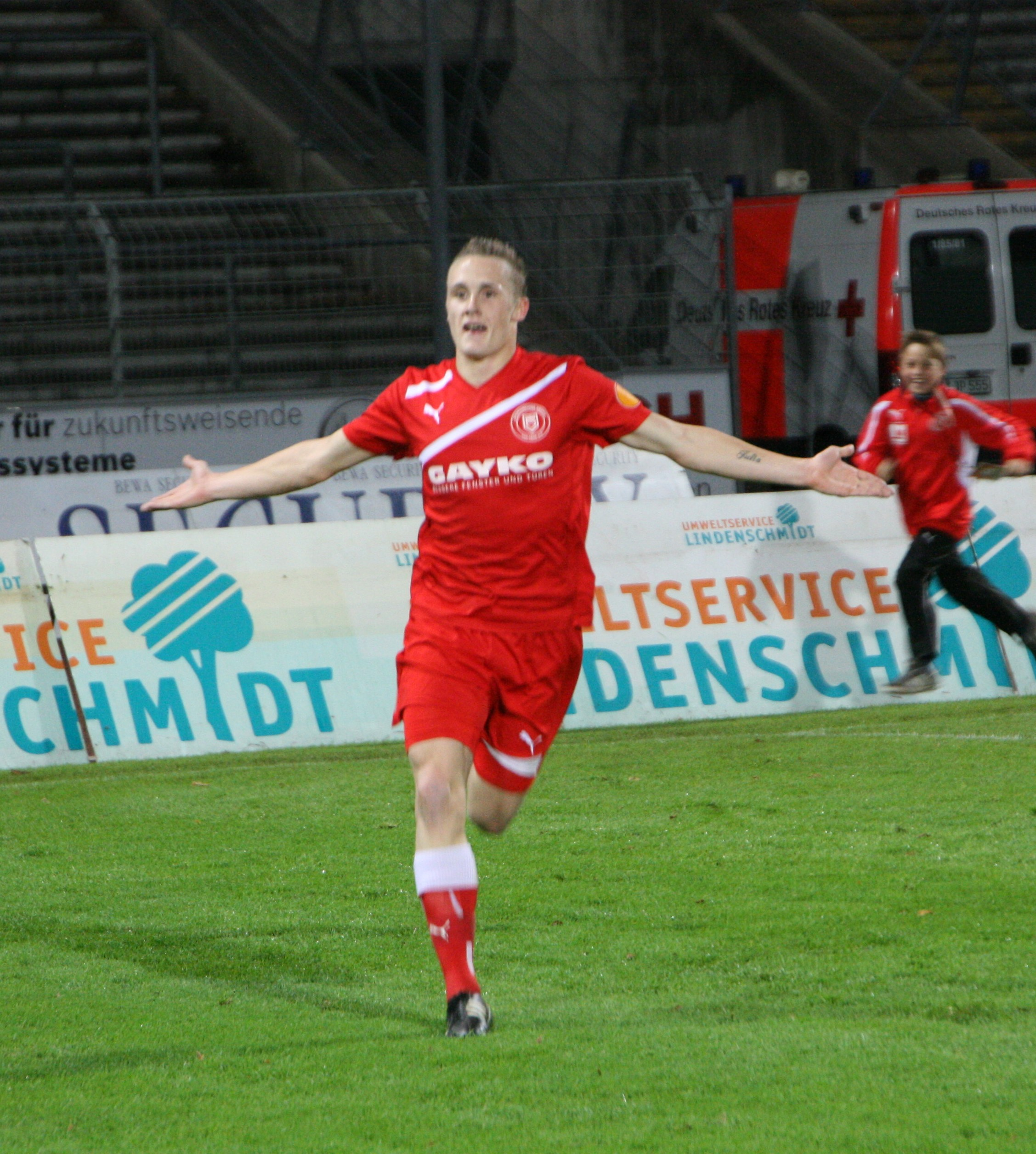
Sven Michel i Sportfreunde Siegens tröja.

För Niederschelder var han till och med säsongen 2009/10 aktiv i den sjunde högsta divisionen i Tyskland. Med laget från södra Siegen blev han näst sist och nedflyttad en division, men han gjorde minst sex mål den säsongen. Inför följande säsong flyttade han återigen till Sportfreunde Siegen. Där spelade han först i andralaget, som också tävlade i Tysklands sjunde högsta division, men tränade redan i andra halvan av säsongen 2010/11 med a-laget, och flyttades slutligen i maj 2011 upp till den ordinarie truppen. Dessutom var han i slutet av säsongen på plats tre i skytteligan med sina 15 mål. Efter att han redan efter halva säsongen gjort 14 mål på 20 matcher i Regionalliga Väst säsongen 2012/13, flyttade han till Bundesligaklubben Borussia Mönchengladbach i början av 2013 för en rapporterad övergångssumma på 70 000 euro, och skrev på ett kontrakt till den 30 juni 2015. Där fick han dock först och främst speltid i klubbens B-lag, som på den tiden var med i nedflyttningsstriden i Regionalliga Väst. För B-laget debuterade han den 2 februari 2013 i en hemmamatch mot VfB Hüls, där han gjorde segermålet i matchen som slutade 3–2. I slutet av andra halvan av säsongen 2012/13, där han gjorde totalt sex mål på 15 ligamatcher för Borussias B-lag, blev Michel äntligen bästa målskytt i Regionalliga West med totalt 20 gjorda mål. Efter att han gjort ytterligare sex mål i 19 ligamatcher för Gladbach den efterföljande säsongen fram till årsskiftet 2013/14, men inte blivit uppflyttad till Bundesliga-truppen vid det laget, lämnade han Borussia Mönchengladbach för att gå med i Energie Cottbus som på den tiden spelade i 2. Fußball-Bundesliga.

### Proffsdebut
Han skrev på ett kontrakt med Cottbus-laget den 7 januari 2014 till slutet av säsongen 2015/16. Den 16 februari 2014 gjorde han sin debut i en match mot VfR Aalen när han byttes in av tränaren Stephan Schmidt i den 84:e minuten för Fanol Perdedaj. På sitt första framträdande för klubben gjorde han kvitteringen som ledde till 2–2 på stopptid, och därmed sitt första mål i 2 Bundesliga, som också blev slutresultatet för matchen. Under sin andra match den 21 februari 2014 byttes han in i halvtid och båda assisterna i lagets 3–2-förlust mot Erzgebirge Aue. Den 28 februari 2014 stod han således för första gången i startelvan 1. FC Kaiserslautern och gjorde matchvinnande 1–0 målet, som även blev matchens slutresultat. Totalt under sin första 2. Fußball-Bundesliga säsong spelade han 14 matcher där han totalt gjorde två mål. Säsongen 2014/15 spelade han efter klubbens nedflyttning i den tyskatredjedivisionen. Han spelade 29 ligamatcher, i vilka han gjorde åtta mål. Säsongen 2015/16 spelade han i 23 matcher (två mål) i tredjedivisionen. Efter Cottbus nedflyttning till den tyska fjärdedivisionen, offentliggjordes i slutet av maj 2016 Michels flytt till SC Paderborn 07. I Paderborn blev han snabbt en ordinarie spelare. Sportsligt skulle han, trots sina fem mål, blivit nedflyttad från tredjedivisionen med Paderborn i slutet av säsongen 2016/17. Men då TSV 1860 München, som blev nedflyttad från 2. Bundesliga, inte fått någon licens för den tyska tredjeligan, fick Paderborn deras plats och kunde även kommande säsong spela i 3. Liga. Under den säsongen missade Michel endast en match, på grund av fem gula kort. Med 19 mål och 13 assists blev han bäste målskytt i 3. Liga och blev därmed en betydande anledning till att Paderborn, som tvåa i tabellen, blev uppflyttade till 2. Fußball-Bundesliga. I DFB-pokal besegrade han med Paderborn de högre rankade klubbarna FC St. Pauli, VfL Bochum och FC Ingolstadt och åkte ut i kvartsfinalen mot FC Bayern München. Under den följande säsongen 2018/19 spelade Michel i 26 matcher för Paderborn, där han gjorde tio mål. Återigen nådde han kvartsfinal i DFB-pokal med Paderborn och blev som tvåa i ligan uppflyttad till Fußball-Bundesliga. I den andra omgången följande säsong gjorde han sin debut i Fußball-Bundesliga för Paderborn i 2–3-förlusten mot Bayer 04 Leverkusen och gjorde i samma match sitt första Bundesliga-mål.
Den 31 januari 2022 värvades Michel av bundesligalaget 1. Union Berlin FC.

## Framgångar
SC Paderborn
- Uppflyttning till 2. Bundesliga: 2018
- Uppflyttning till Bundesliga: 2019